# Vehbi Bardakçı
Vehbi Bardakçı (* 1956 in Curali, Provinz Yozgat) ist ein türkischer Autor, der in Deutschland lebt.

## Leben
Bardakçı kam 1980 als politischer Geflüchteter in die Bundesrepublik. Er arbeitet in erster Linie auf dem Gebiet des Romans und der Erzählung. Seine Werke erfuhren zum Teil mehrere Auflagen.

## Bibliografie

### Erzählungen
- Yarım Kalan Türkü (1983)
- Kapı Kapı (1984)
- İnsan Sevdikçe Güzelleşir (2006)

### Romane
- Kelebek Vadisi (2007)
- Özgürlük (2008)
- Dünyanın En Güzel Kitabı (2008)
- Hasretim Derin Uykularda-Mahir Çayan (2010)
- Ağlasın Gökyüzü-Deniz Gezmiş (2011)
- Kırmızı Bahar-İbrahim Kaypakkaya (2012)
- Kerbela-Aşkın Kanadığı Yer (2013)
- Demirin Üstünde Karınca İzi-Pir Sultan Abdal (2014)

## Sonstiges
- Evrenin Gizli Boyutları (2006)